# Philip Gould
Philip Gould, baron Gould de Brookwood (30 mars 1950 – 6 novembre 2011) est un consultant politique britannique et un ancien directeur de publicité qui travaillait pour le Parti travailliste.
Nommé par le directeur de la communication Peter Mandelson, il est conseiller en stratégie et en sondages du parti travailliste lors des élections générales de 1987, 1992, 1997, 2001 et 2005. Impliqué dans la « modernisation » de l'image du parti, Gould est particulièrement associé à Tony Blair et au New Labour.

## Jeunesse et éducation
Gould grandit à Woking, son père est directeur d'école, mais il fréquente une école secondaire moderne,. Quittant l'école avec un seul O-level, il poursuit ses études à l'East London College, basé à Toynbee Hall, où il obtient quatre A-level. Il obtient ensuite une place à l'Université du Sussex en 1971 pour étudier la politique et obtient son diplôme en 1974.
Gould étudie à la London School of Economics (LSE) pour une maîtrise en histoire de la pensée politique, où il a comme professeur le politologue Michael Oakeshott. Plus tard, il retourne à la LSE pour donner un cours de campagne politique.

## Carrière
Après une carrière dans la publicité et grâce au succès de son épouse Gail Rebuck (plus tard PDG de Random House UK), qu'il a rencontrée à l'université du Sussex, Gould fonde sa propre société de sondage et de stratégie, Philip Gould Associates, en 1985. Nommé par Mandelson, Gould créé la Shadow Communications Agency, une équipe de bénévoles en communication qui mène la campagne électorale infructueuse du Labour en 1987. Cela lui vaut une position d'influence au sein du Parti travailliste sous Neil Kinnock et Tony Blair.
En 1992, il planifie le rassemblement de Sheffield pour le parti travailliste, huit jours avant sa défaite aux élections générales de 1992.
Gould est l'auteur d'une note divulguée qui, en 2000, décrit la marque New Labour comme étant contaminée.
Le 7 juin 2004, il est créé pair à vie avec le titre de baron Gould de Brookwood, de Brookwood dans le comté de Surrey.
En 2007, il est directeur non exécutif chez Freud Communications, la société de l'ancienne secrétaire de Blair, Kate Garvey.

## Maladie et mort
Lors d'une interview avec Andrew Marr dans une émission télévisée de la BBC le dimanche matin, le 18 septembre 2011, il révèle que son traitement contre un cancer de l'œsophage en récidive a échoué. Après que son médecin lui ait dit qu'il ne lui restait que trois mois à vivre, Gould s'est décrit comme étant dans la « zone de la mort ».
Il transforme l'annonce de sa mort imminente en une campagne visant à faciliter son départ pour sa femme et ses filles ainsi qu'à aider les autres en écrivant et en parlant de la mort. Ses efforts  aboutissent à un film de huit minutes intitulé Quand je meurs : Leçons de la zone de la mort un documentaire sur les dernières semaines de la vie de Gould qui est publié sur le site de partage de vidéos YouTube avant la sortie de son livre du même nom.
Gould est décédé le 6 novembre 2011 au Royal Marsden Hospital, un hôpital spécialisé dans le traitement du cancer à Londres.
Les bénéfices de son livre de 2012, When I Die: Lessons from the Death Zone, sont reversés au National Oesophago-Gastric Cancer Fund et à la Royal Marsden Cancer Charity.

## Biographie
- Dennis Kavanagh (2012) Philip Gould: An Unfinished Life. Palgrave Macmillan. (ISBN 978-1137281128)